# Graniczna Placówka Kontrolna Straży Granicznej w Budzisku
Graniczna Placówka Kontrolna Straży Granicznej w Budzisku – zlikwidowana graniczna jednostka organizacyjna Straży Granicznej wykonująca kontrolę graniczną osób, towarów i środków transportu bezpośrednio w przejściach granicznych na granicy państwowej z Republiką Litewską.

## Formowanie i zmiany organizacyjne
Graniczna Placówka Kontrolna Straży Granicznej w Budzisku (GPK SG w Budzisku), z siedzibą w miejscowości Budzisko, została utworzona 1 grudnia 1992 zarządzeniem Komendanta Głównego Straży Granicznej i weszła w podporządkowanie Podlaskiego Oddziału Straży Granicznej.
W ramach reorganizacji struktur Straży Granicznej związanej z przygotowaniem Polski do wstąpienia, do Unii Europejskiej i przystąpieniem do Traktatu z Schengen. Podczas restrukturyzacji wprowadzono kompleksową ochronę granicy już na najniższym szczeblu organizacyjnym tj. strażnica i graniczna placówka kontrolna. Wprowadzona całościowa ochrona granicy zniosła podział na graniczne jednostki organizacyjne ochraniające tylko tzw. „zieloną granicę” i prowadzące tylko kontrole ruchu granicznego. W wyniku tego, 2 stycznia 2003 zarządzeniem Komendanta Głównego Straży Granicznej Strażnica Straży Granicznej w Szypliszkach (Strażnica SG w Szypliszkach) została zlikwidowana, a siły i środki oraz ochraniany odcinek przez strażnicę weszły w skład granicznej placówki kontrolnej Straży Granicznej w Budzisku.
Jako Graniczna Placówka Kontrolna Straży Granicznej w Budzisku funkcjonowała do 23 sierpnia 2005 i 24 sierpnia 2005, Ustawą z 22 kwietnia 2005 O zmianie ustawy o Straży Granicznej..., została przekształcona na Placówkę Straży Granicznej w Budzisku (PSG w Budzisku) w strukturach Podlaskiego Oddziału Straży Granicznej.

## Ochrona granicy
W 2002 po stronie białoruskiej na długości 157 km ochraniał granicę Grodzieński Oddział Wojsk Pogranicznych.

### Podległe przejścia graniczne
- Budzisko-Kalvarija – drogowe[2]
- Trakiszki-Szestokaj – kolejowe[5].

## Wydarzenia
- 1996 – 25 listopada przebywała w GPK SG w Budzisku delegacja MSW niemieckich landów: Brandenburgii, Meklemburgii, Saksonii oraz Urzędu Senatora SW Berlina. Z polskiej strony gościom towarzyszyli: Stanisław Korciński przedstawiciel MSW, ppłk SG Leszek Bieńkowski Zastępca Komendanta Głównego SG i Komendant Podlaskiego Oddziału SG. Celem wizyty było zapoznanie się z warunkami służby[6].
- 1997 – 23 maja został odwołany ze stanowiska Komendant GPK SG w Budzisku kpt. SG Kazimierz Dunda[7].
- 1999 – wrzesień, delegacja Służby ds. Cudzoziemców i Granic Portugalii, zapoznała się z pracą GPK SG w Budzisku[8].
- 1999 – w przejściu granicznym Budzisko-Kalvarija, funkcjonariusze GPK SG w Budzisku, zatrzymali 39 samochodów. Były to przeważnie najdroższe modele znanych firm motoryzacyjnych[9].
- 2002 – 22 marca, w celu usprawnienia wymiany informacji w GPK SG w Budzisku został otwarty Punkt Kontaktowy Straży Granicznej RP i Służby Ochrony Granicy Państwowej przy Ministerstwie Spraw Wewnętrznych RL Budzisko-Kalwaria. Otwarcia punktu dokonali Komendant Główny SG płk Józef Klimowicz oraz Komisarz Główny Służby Ochrony Granicy Państwowej RL Algimentas Songalia[2].

## Sąsiednie graniczne jednostki organizacyjne
- Strażnica SG w Rutce-Tartak ⇔ Strażnica SG w Puńsku – 2.01.2003
- Strażnica SG w Rutce-Tartak ⇔ Strażnica SG w Płaskiej – 1.05.2004.

## Komendanci granicznej placówki kontrolnej
- kpt. SG Kazimierz Duda (był 23.05.1997)[7]
- kpt. SG Andrzej Rytwiński (1997[10]–był 2000)[11].